# Melani Olivares
Melani Olivares Mora (Badalona, 18 febbraio 1973) è un'attrice spagnola.

## Filmografia parziale

### Cinema
- La niña de tus sueños, regia di Jesús R. Delgado (1995)
- No te fallaré, regia di Manuel Ríos San Martín (2001)
- Noche de reyes, regia di Miguel Bardem (2001)
- 8 citas, regia di Peris Romano e Rodrigo Sorogoyen (2008)
- Hablar, regia di Joaquín Oristrell (2015)
- Non c'è due senza... (Donde caben dos), regia di Paco Caballero (2021)

### Televisione
- Éste es mi barrio - serie TV, 31 episodi (1996-1997)
- Más que amigos - serie TV, 28 episodi (1997-1998)
- Ambiciones - serie TV, 46 episodi (1998)
- Robles, investigador - serie TV, 13 episodi (2000-2001)
- Psico express - serie TV, 12 episodi (2002)
- Policías, en el corazón de la calle - serie TV, 26 episodi (2002-2003)
- De moda - serie TV, 23 episodi (2004-2005)
- Aída - serie TV, 238 episodi (2005-2014)
- Il sospetto (Bajo sospecha) - serie TV, 8 episodi (2014-2015)
- L'ambasciata (La embajada) - serie TV, 11 episodi (2016)
- Benvenuti in famiglia (Benvinguts a la família) - serie TV, 26 episodi (2018-2019)
- Sparita nel nulla (Perdida) - serie TV, 11 episodi (2020)
- La reina del pueblo - serie TV, 5 episodi (2021)
- Amar en tiempos revueltos - serie TV, 244 episodi (2022-2023)